# Золотий Дюк (статуетка)
«Золотий Дюк» — головна премія кінофестивалів Золотий Дюк (1988—1994) та Одеський міжнародний кінофестиваль (з 2010 року). Автор — одеський скульптор Михайло Рева.

## Лауреати кінофестивалю Золотий Дюк

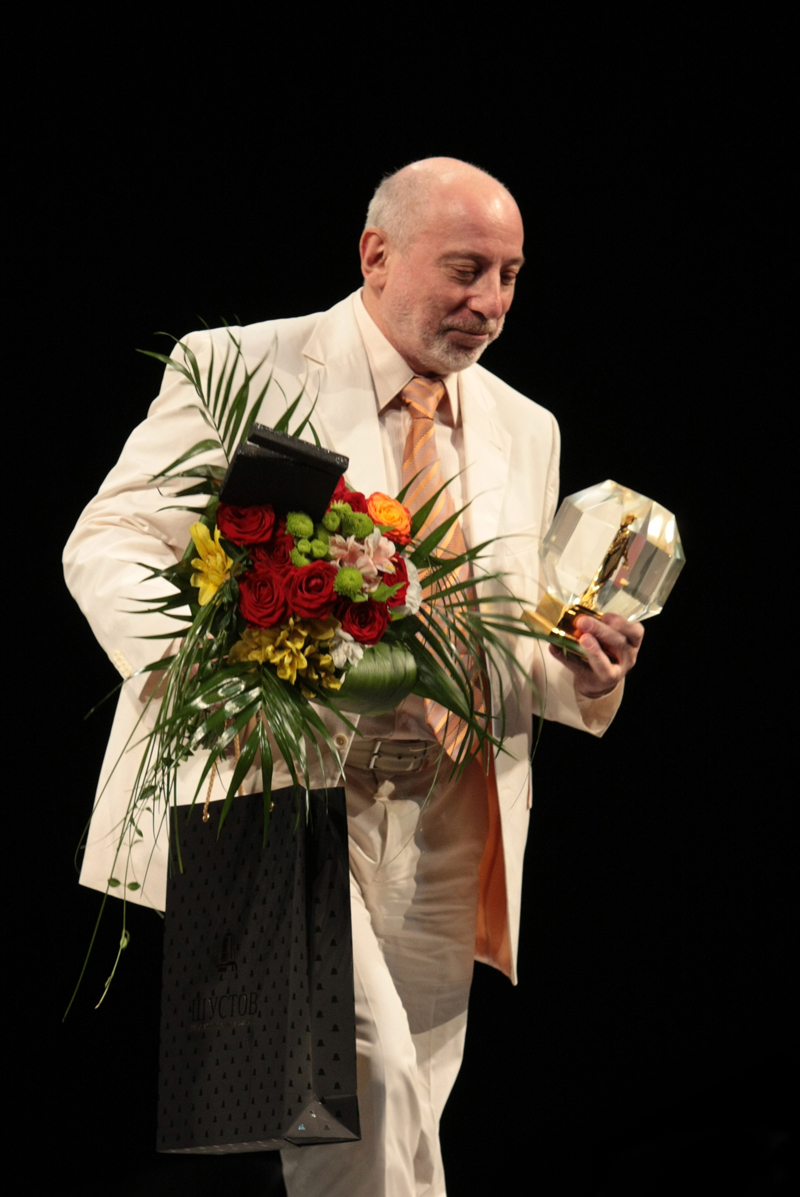
Юрій Мамін отримує свій відреставрований Золотий Дюк — 1988 на 1-му Одеському кінофестивалі

| Рік  | Режисер              | Назва     | Українська назва | Студія                                                                          | Країна-виробник                 | Мова фільму | Примітка                 |
| ---- | -------------------- | --------- | ---------------- | ------------------------------------------------------------------------------- | ------------------------------- | ----------- | ------------------------ |
| 1988 | Юрій Мамін           | «Фонтан»  | «Фонтан»         | Ленфільм                                                                        | СРСР                            | російська   |                          |
| 1990 | Георгій Данелія      | «Паспорт» | «Паспорт»        | Мосфільм (Студія «Ритм»), «Пагона Продакшен», «Ізрафільм», «Паспорт продюксьон» | СРСР, Австрія, Ізраїль, Франція | російська   |                          |
| 1994 | Володимир Балкашинов | «Выкуп»   | «Викуп»          | Nord-Bank, Primodessa Film International, Tana TV                               | Україна                         | російська   | Приз глядацьких симпатій |

## Лауреати Одеського міжнародного кінофестивалю (міжнародна програма)
| Рік  | Режисер                        | Назва                   | Українська назва         | Країна-виробник                   |
| ---- | ------------------------------ | ----------------------- | ------------------------ | --------------------------------- |
| 2010 | Андрій Кавун                   | «Детям до 16…»          | «Дітям до 16…»           | Росія                             |
| 2011 | Селін Ск'ямма                  | «Томboy»                | «Шибеник»                | Франція                           |
| 2012 | Руфус Норріс                   | «Broken»                | «Зламані»                | Велика Британія                   |
| 2013 | Олександр Вєлєдінський         | «Географ глобус пропил» | «Географ глобуса пропив» | Росія                             |
| 2014 | Талія Лаві                     | «אפס ביחסי אנוש»        | «Мотивації нуль»         | Ізраїль                           |
| 2015 | Деніз Ґамзе Ерґювен            | «Mustang»               | «Мустанг»                | Франція Німеччина Туреччина Катар |
| 2016 | Чанія Баттон                   | «Burn Burn Burn»        | «Палає, палає, палає»    | Велика Британія                   |
| 2017 | Петер Бросенс, Джесіка Вудворт | «King of the Belgians»  | «Король бельгійців»      | Бельгія Нідерланди Болгарія       |
| 2018 | Дар'я Жук                      | «Хрусталь»              | «Кришталь»               | Білорусь Німеччина США Росія      |
| 2019 | Леван Акін                     | «And Then We Danced»    | «А потім ми танцювали»   | Грузія                            |
| 2019 | Наріман Алієв                  | «Evge»                  | «Додому»                 | Україна                           |
| 2020 | Адам Ремейер                   | «Dinner in America»     | «Вечеря в Америці»       | США                               |
| 2021 | Катерина Горностай             | «Стоп-Земля»            | «Стоп-Земля»             | Україна                           |
| 2023 | Себастіан Михайлеску           | «Mammalia»              | «Ссавці»                 | Румунія                           |